# Open Europe

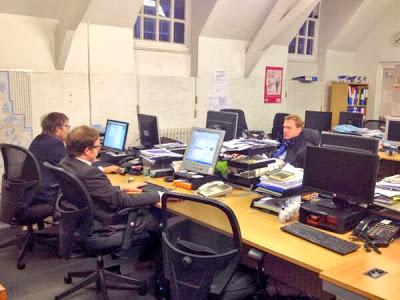
Kantoor van Open Europe

Open Europe was een invloedrijke denktank en lobbygroep, opgericht in Londen door Britse ondernemers, met kantoren in Londen en Brussel. De groep stond onder leiding van de Zweed Mats Persson. Hij werd in 2014  raadgever Europese zaken van David Cameron toen deze premier was.
Hoewel Open Europe geen uitstap van het Verenigd Koninkrijk uit de Europese Unie nastreefde, staat ze wel erg kritisch ten aanzien van het integratieproces en streeft ze de terugkeer  na van "aanzienlijke bevoegdheden" naar de lidstaten. Open Europe is niettemin een sterk verdediger van de interne markt. Als reactie op de stakingen in Lincolnshire over het tewerkstellen van buitenlandse arbeiders in 2009, stelde de denktank: het “vrij verkeer van werknemers is erg voordelig geweest voor Europa”. 
De werkwijze was volgens tijdschrift The Economist als volgt: een groep jonge copywriters lazen al het nieuws over Europa in de diverse buitenlandse bladen en schreven daar in het Engels artikelen over, maar in een meer negatieve toonzetting.
Verschillende sponsors van Open Europe waren eerder actief in de campagne in het Verenigd Koninkrijk voor het behoud van het Britse Pond. 
Persson vormde de denktank om van een Britse naar een Europese organisatie met een vestiging in Berlijn en Brussel. Na de Brexit ging de lobbygroep over naar de conservatieve denktank Policy Exchange en stapte Persson hij over naar de internationale consultancyfirma Ernst & Young. 
Open Europe verrichtte onderzoek naar diverse aspecten van de Europese Unie.